# Plstnatec tlustoostný
Plstnatec tlustoostný (Irpiciporus pachyodon, synonyma Sarcodontia pachyodon, Spongipellis pachyodon (Pers.) Kotl. & Pouzar) je vzácná chorošotvará houba, která vyrůstá na živém i mrtvém dřevě listnatých stromů. Typické jsou husté ostny tvořící část plodnice (hymenofor). Je uvedený na tzv. Červeném seznamu makromycetů ČR jako kriticky ohrožený druh.

## Taxonomické zařazení
Plstnatec tlustoostný patří do říše hub, oddělení Basidiomycota, třídy Agarimycetes, řádu Polyporales, čeledi Meruliaceae, rodu Sarcodontia. 

## Popis
Tato makromyceta bývá označována současně jako zubatá houba, protože vytváří na svém povrchu obvykle erodované hranaté póry podobné zubům. Plodnice jsou jednoleté, částečně rozlité, na horním okraji odstávající nebo kloboukaté, často tvoří rozsáhlé srostlé útvary. Klobouk bývá zpočátku bílý až bělavý, na povrchu plstnatý, později olysávající, okrovějící. Ze zadní strany přirůstá k substrátu. Klobouk široký 30–70 mm postupně srůstá do řad. Hymenofor je tvořený nápadnými hustými ostny nebo výrazně potrhaný, se zploštělými zoubky či ploténkami. V mládí bílý až bělavý, později krémový, okrovějící, žlutookrový, ve stáří nakonec místy až rezavookrový. Ostny 3–30 mm dlouhé a 0,5–2 mm široké, na konci špičaté. Třeň přítomen není, plodnice je přirostlá k substrátu zadní stranou klobouku. Dužnina je bílá až bělavá, za čerstva měkká. Chuť je nevýrazná, po delší době slabě nakyslá, vůně nevýrazná. Výtrus má velikost 6–7,5 x 5–5,5 um a je bílý, kulovitý, hyalinní a hladký. Hyfový systém je monomitický, generativní hyfy s přezkami.. Spory jsou hladké, kulovité a dosahují velikosti 5–6 µm.

## Výskyt

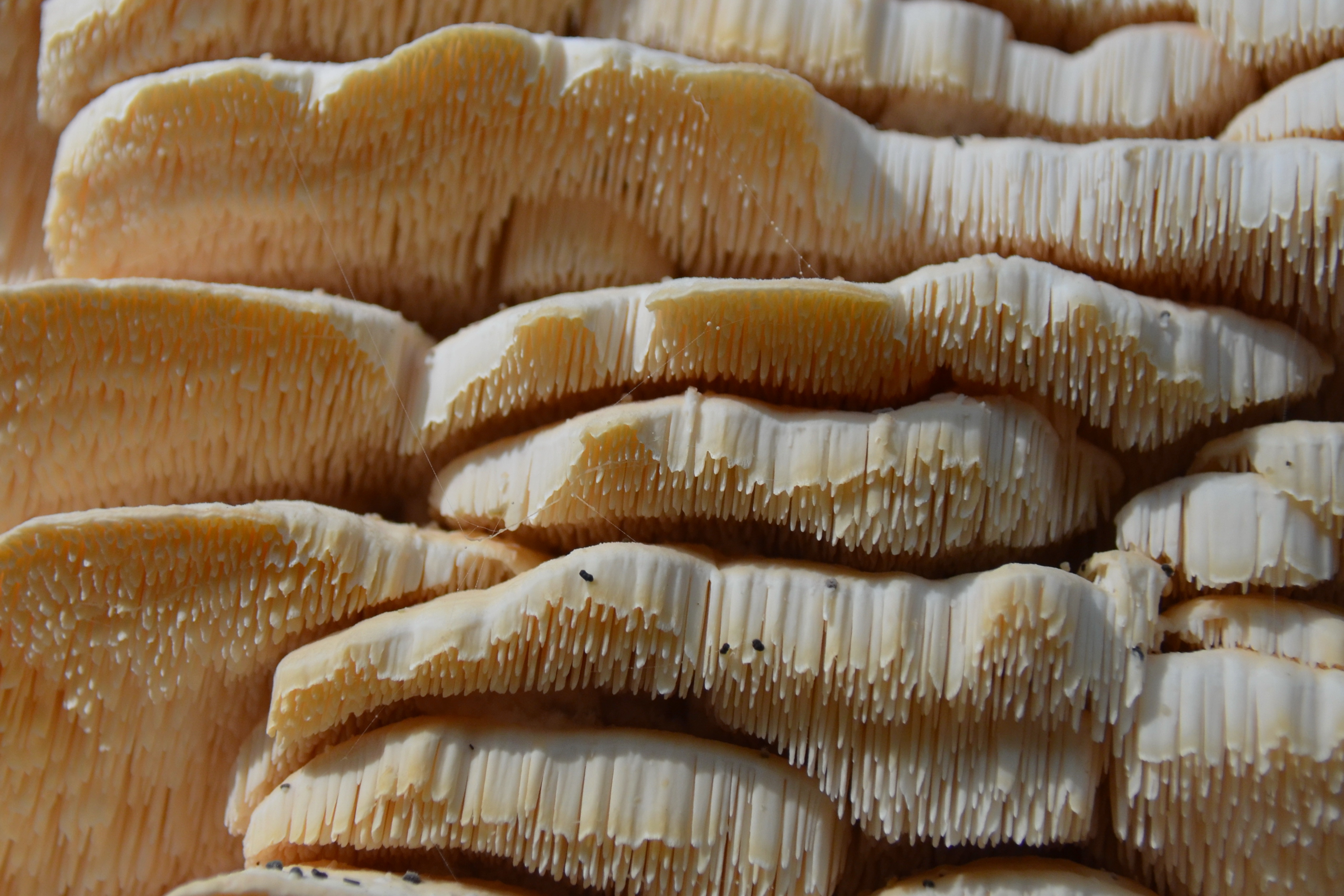
Balkonová struktura růstu Spongipellis pachyodon (autor: Henk Monster)

Jeho výskyt je velmi vzácný. Roste na mrtvých i živých ležících kmenech nebo tlustých větvích listnatých stromů. Častěji se vyskytuje na kmenech a větvích dubů a ve vlhkém prostředí. Za příznivých klimatickým podmínek roste celý rok.
Plstnatec tlustoostný způsobuje také rozpad dřeva ve středu kmenů a větví (tzv. hniloby srdce) na živých stromech (dubech) nejen po celé východní Severní Americe, ale i jinde po světě. V České republice je pozorován zřídka, např. v Průhonickém parku.

## Ekologie
Jedná se o organismus žijící parazitickým a saprofytickým životem hlavně na listnatých dubech. Jedná se o nejedlou houbu.
Je dokázáno, že plstnatec tlustoostný je schopný způsobit rozpad kmenů a rakovinu dospělých listnatých stromů. V Itálii (Toskánsko) byl nalezen plstnatec tlustoostný (Sarcodontia pachyodon) parazitující na platanu (Platanus cacerifolia). Platan byl kolonizován a využíván právě touto houbou.

## Synonyma
- Hydnum pachyodon Pers.
- Sistotrema pachyodon (Pers.) Fr.
- Irpex pachyodon (Pers.) Bres.
- Lenzites pachyodon (Pers.) Pat.

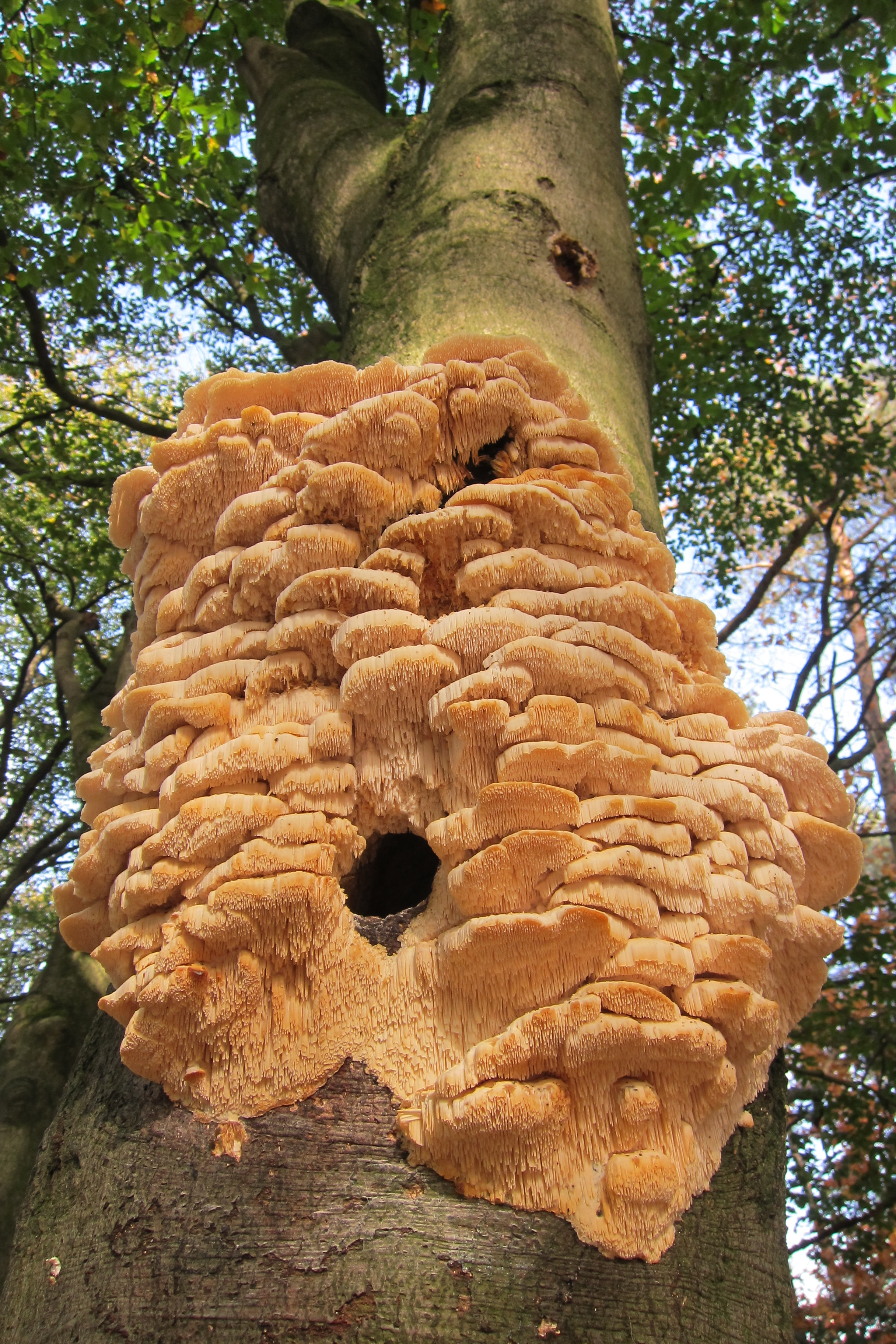
Pozdější stadium růstu Spongipellis pachyodon (autor: Henk Monster)

- Irpiciporus pachyodon (Pers.) Kotl. & Pouzar
- Radulomyces pachyodon (Pers.) M.P. Christ.
- Irpex crassus Berk. & M.A. Curtis
- Xylodon crassus (Berk. & M.A. Curtis) Kuntze
- Irpex crassitatus Lloyd
- Irpex mollis Berk. & M.A. Curtis[9]